# Lubna Azabal
Lubna Azabal (Bruxelles, 15 agosto 1973) è un'attrice belga.

## Biografia
Lubna Azabal nasce a Bruxelles, in Belgio, da padre marocchino di origine berbera e da madre spagnola. Azabal si forma presso il Conservatorio Reale di Bruxelles e, successivamente, avvia la propria carriera artistica come attrice teatrale in Belgio. La sua prima apparizione davanti alla cinepresa risale al 1997, quando il regista belga Vincent Lannoo la scelse per recitare insieme ad Olivier Gourmet nel cortometraggio J'adore le cinéma. Nel corso della sua carriera Lubna recita in film in lingua francese ed in lingua araba.
Nel 2001 è stata selezionata dal regista francese André Téchiné per recitare al fianco di Stéphane Rideau nel film drammatico Lontano (Loin), in concorso alla 58ª Mostra internazionale d'arte cinematografica di Venezia. Tre anni più tardi tornerà a recitare per Téchiné in I tempi che cambiano (Les Temps qui changent). Il suo ruolo più riconosciuto dal pubblico è stato quello nel thriller politico palestinese del 2006 Paradise Now, premiato con un Golden Globe. Nel 2008 ha fatto una brevissima apparizione nel film di Ridley Scott Nessuna verità, interpretato da Leonardo DiCaprio. Nel 2012 e nel 2019 riceve il Premio Magritte per la migliore attrice, nel 2015 il Premio Magritte per la migliore attrice non protagonista.

## Filmografia

### Cinema
- Pure Fiction, regia di Marian Handwerker (1998)
- J'adore le cinéma, regia di Vincent Lannoo (1998)
- Les siestes Grenadine, regia di Mahmoud Ben Mahmoud (1999)
- Lontano (Loin), regia di André Téchiné (2001)
- Un mondo quasi sereno (Un monde presque paisible), regia di Michel Deville (2002)
- Aram, regia di Robert Kechichian (2002)
- 25 degrés en hiver, regia di Stéphane Vuillet (2004)
- Viva Laldjérie, regia di Nadir Moknèche (2004)
- Exils, regia di Tony Gatlif (2004)
- I tempi che cambiano (Les Temps qui changent), regia di André Téchiné (2004)
- Paradise Now, regia di Hany Abu-Assad (2005)
- Echo, regia di Yann Gozlan (2007)
- Strangers, regia di Guy Nattiv e Erez Tadmor (2007)
- 24 mesures, regia di Jalil Lespert (2007)
- Nessuna verità (Body of Lies), regia di Ridley Scott (2008)
- Gamines, regia di Éléonore Faucher (2009)
- Une chaîne pour deux, regia di Frédéric Ledoux (2009)
- Comme les cinq doigts de la main, regia di Alexandre Arcady (2010)
- La donna che canta (Incendies), regia di Denis Villeneuve (2010)
- I Am Slave, regia di Gabriel Range (2010)
- Here, regia di Braden King (2011)
- Coriolanus, regia di Ralph Fiennes (2011)
- Lipstikka, regia di Jonathan Sagall (2011)
- Les Hommes libres, regia di Ismaël Ferroukhi (2011)
- In the Last Moment, regia di Øystein Stene (2011)
- Vento contrario (Des vents contraires), regia di Jalil Lespert (2011)
- Moi tout seul, regia di Sylvie Ballyot (2012)
- Goodbye Morocco, regia di Nadir Moknèche (2012)
- Le Donne della Vucciria, regia di Hiam Abbass (2013)
- Rock the Casbah, regia di Laïla Marrakchi (2013)
- La Marche, regia di Nabil Ben Yadir (2013)
- Reprieve, regia di Lorian James Delman (2014)
- Disney Ramallah, regia di Tamara Erde (2014)
- Ma révolution, regia di Ramzi Ben Sliman (2016)
- Ustica (Ustica: The Missing Paper), regia di Renzo Martinelli (2016)
- Betelgeuse, regia di Bruno Tracq (2016)
- Light Thereafter, regia di Konstantin Bojanov (2017)
- Lola Pater, regia di Nadir Moknèche (2017)
- Grain, regia di Semih Kaplanoglu (2017)
- Prendre le large, regia di Gaël Morel (2017)
- Tueurs, regia di Jean-François Hensgens e François Troukens (2017)
- Tutti pazzi a Tel Aviv (Tel Aviv on Fire), regia di Sameh Zoabi (2018)
- Sofia, regia di Meryem Benm'Barek (2018)
- A Bluebird in My Heart, regia di Jérémie Guez (2018)
- Maria Maddalena (Mary Magdalene), regia di Garth Davis (2018)
- Lockdown, regia di Koen Van Sande (2018)
- Adam, regia di Maryam Touzani (2019)
- Simone Veil - La donna del secolo (Simone, le voyage du siècle), regia di Olivier Dahan (2021)
- Il caftano blu (Le Bleu du caftan), regia di Maryam Touzani (2022)
- Amal, regia di Jawad Rhalib (2023)
- Maldoror, regia di Fabrice Du Welz (2024)
- Une vie rêvée, regia di Morgan Simon (2024)

### Televisione
- Une minute de soleil en moins, regia di Nabil Ayouch (2002)
- La source des Sarrazins, regia di Denis Malleval (2002)
- Bajo el mismo cielo, regia di Silvia Munt (2008)
- Tout le monde descend, regia di Renaud Bertrand (2011)
- On l'appelait Ruby, regia di Laurent Tuel (2017)

### Serie TV
- Occupation – serie TV, episodi 1x1-1x2-1x3 (2009)
- Suite noire – serie TV, episodi 1x1 (2009)
- Le repaire de la vouivre – serie TV, episodi 1x1-1x2-1x3 (2011)
- The Honourable Woman – serie TV, 8 episodi (2014)
- Trepalium – serie TV, 6 episodi (2016)
- Accusé – serie TV, episodi 2x2 (2016)
- Glacé – serie TV, 6 episodi (2016-2017)
- Quartier des banques (2017)
- Nox (2017)

## Doppiatrici italiane
Nelle versioni in italiano delle opere in cui ha recitato,  è stata doppiata da:
- Tatiana Dessi in La donna che canta
- Francesca Fiorentini in Il caftano blu

## Apparizioni a teatro selezionate
- Doña Rosita di Federico García Lorca (1999)
- L'Horloge et le désert di Ghassan Kanafani (2000)
- Une nuit arabe di Roland Schimmelpfenning (2002)
- Le Tampon vert di Aziz Chouaki (2003)
- L'Île aux esclaves di Marivaux (2006)

## Riconoscimenti
Premio Magritte
- 2012

Miglior attrice per La donna che canta (Incendies)
- 2015

Miglior attrice non protagonista per La Marche
- 2019

Miglior attrice per Tueurs
- 2024

Miglior attrice per Il caftano blu (Le Bleu du caftan)
- 2025

Miglior attrice per Amal (Amal - Un esprit libre)